# Relaciones Estados Unidos-Nigeria
Las relaciones Estados Unidos-Nigeria son las relaciones diplomáticas entre Estados Unidos y Nigeria. Nigeria y los Estados Unidos han sido durante mucho tiempo aliados cercanos.
Los Estados Unidos son el principal socio comercial de Nigeria y su socio diplomático más importante. Con la anulación de las elecciones presidenciales del 12 de junio de 1993 en Nigeria, la cantidad sustancial de abusos contra los derechos humanos y el hecho de que no se haya embarcado en una transición democrática significativa, los Estados Unidos han impuesto numerosas sanciones a Nigeria. Después de un período de relaciones cada vez más tensas, la muerte del general Abacha en junio de 1998 y su reemplazo por el general Abubakar abrieron una nueva fase de mejora de las relaciones bilaterales. A medida que avanzaba la transición a la democracia, la eliminación de las restricciones de visado, el aumento de las visitas de alto nivel de los funcionarios estadounidenses, las discusiones sobre la asistencia futura y la concesión de una Certificación de Interés Nacional Vital en la lucha contra el narcotráfico, efectiva en marzo de 1999, allanó el camino para el restablecimiento de vínculos más estrechos entre los Estados Unidos y Nigeria como un socio clave en la región y el continente. Desde la inauguración del gobierno de Obasanjo, la relación bilateral ha seguido mejorando y la cooperación en muchos objetivos importantes de política exterior, como el mantenimiento de la paz regional, ha sido excelente.
El gobierno ha prestado un fuerte apoyo diplomático a los esfuerzos antiterroristas del Gobierno de los Estados Unidos después de los ataques del 11 de septiembre. El Gobierno de Nigeria, en sus declaraciones oficiales, condenó los ataques terroristas y apoyó la acción militar contra los talibanes y Al Qaida. Nigeria también ha desempeñado un papel destacado en la creación de un consenso antiterrorista entre los estados del África subsahariana. Se estima que un millón de nigerianos y nigerianos estadounidenses viven, estudian y trabajan en los Estados Unidos, mientras que más de 25,000 estadounidenses viven y trabajan en Nigeria. Hay muchas organizaciones nigerianas en los Estados Unidos. Entre ellos destaca la [Diáspora de la Unión Nigeriana] (NUD), que es la Organización No Gubernamental (ONG [ONG]) para el empoderamiento económico y político de las personas de ascendencia nigeriana fuera de Nigeria. El presidente Yar'Adua visitó al presidente Bush en la Casa Blanca el 13 de diciembre de 2007.
Nigeria es consistentemente una nación pro América. De acuerdo con el Informe de liderazgo global de EE. UU. de 2012, el 77% de nigerianos aprueba el liderazgo de EE. UU., con un 9% de desaprobación y un 14% de incertidumbre. y de acuerdo con una Encuesta de Servicio Mundial BBC de 2013, el 59% de los nigerianos ven una influencia positiva en los Estados Unidos, y el 29% expresa una opinión negativa. De acuerdo con una encuesta de opinión global de 2014, el 69% de los nigerianos ven a los Estados Unidos de manera favorable.

## Prioridades de ayuda exterior de los Estados Unidos.

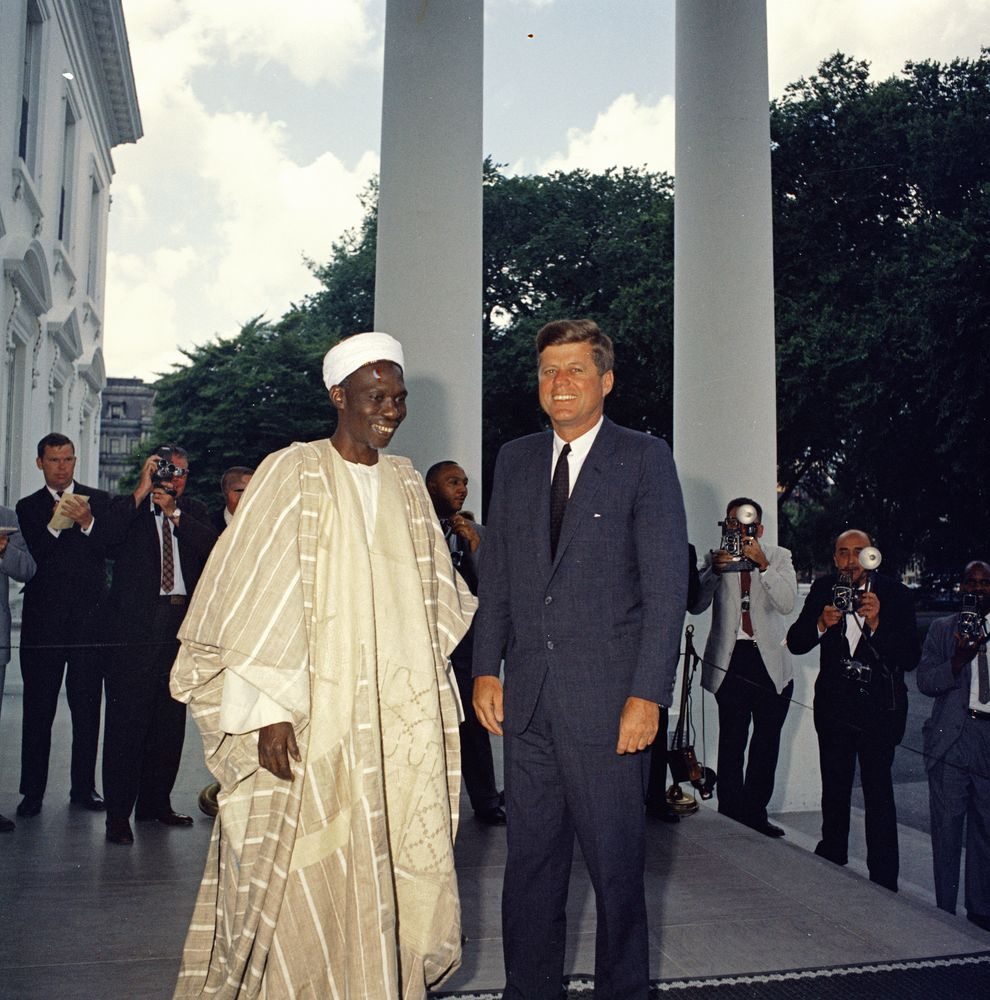
Primer Primer Ministro de Nigeria, Sir Abubakar Tafawa Balewa en la Casa Blanca con Presidente Kennedy en 1961, poco después de la independencia de Nigeria.

"Invertir en las personas" es la principal prioridad de la asistencia exterior de los Estados Unidos en Nigeria. La capacidad de los Estados Unidos para ayudar a Nigeria a combatir las deficiencias de salud pública contribuye directamente al buen gobierno, la estabilidad social, el crecimiento económico y la confianza en la preocupación de los Estados Unidos por el bienestar de los nigerianos. Las perspectivas de la cooperación mutua son muy decisivas. De acuerdo con el hecho de que Nigeria es actualmente la potencia económica del continente africano y que la Nación tiene el hombre negro más rico y la mujer negra más rica del mundo según la revista Forbes. Nigeria también es una economía capitalista y es esta similitud inherente tanto en la economía nigeriana como en la economía de los Estados Unidos lo que demuestra que las perspectivas de esta cooperación son altamente favorables.
Los esfuerzos de Estados Unidos para erradicar la malaria se centrarán en la venta de redes tratadas con insecticida y kits de tratamientos, y proporcionarán terapias y tratamiento preventivo intermitente para mujeres embarazadas. Para reducir la muerte y la discapacidad como resultado de la TB, especialmente en la población vulnerable infectada con VIH / SIDA, la asistencia de los Estados Unidos fortalecerá el sistema de salud de Nigeria y los sistemas de referencia entre el diagnóstico y los programas de tratamiento para la TB y el SIDA. Además, el gobierno de los Estados Unidos enfoca los recursos en ampliar el acceso a servicios de planificación familiar y atención de salud reproductiva de calidad y se esfuerza por aumentar la tasa de prevalencia de anticonceptivos al 14%.
Un tercio (10 millones) de los niños nigerianos están matriculados en la escuela primaria. Solo el 45% de los niños en edad escolar primaria tienen habilidades numéricas funcionales, y solo el 28% sabe leer y escribir. Los Estados Unidos esperan reforzar la educación básica, incluso en las escuelas islámicas, que brindan instrucción religiosa y un plan de estudios secular, a través de la capacitación de maestros y la participación de la comunidad, y aseguran un acceso equitativo a una educación básica de calidad.
Gobernar de manera justa y democrática: Estados Unidos está ayudando a Nigeria a realizar esfuerzos excepcionales para desarrollar instituciones inclusivas, transparentes y efectivas de gobierno democrático. La asistencia de los Estados Unidos ayuda a reconstruir los mecanismos básicos de la gobernabilidad democrática para que los funcionarios electos rindan cuentas a los electores a través de elecciones libres y justas, instituciones gubernamentales sólidas y ciudadanos bien organizados e informados que exigen desempeño. Los Estados Unidos promueven el estado de derecho en Nigeria mediante el fortalecimiento de la capacidad y la transparencia de los organismos encargados de hacer cumplir la ley y el poder judicial. Los Estados Unidos apoyan el gobierno local democrático y la descentralización y mejoran la administración fiscal al maximizar la recaudación de ingresos en auditorías creíbles. Fortalece a la sociedad civil mediante la promoción de grupos de vigilancia existentes que han cabildeado exitosamente para obtener más transparencia, responsabilidad y pluralismo en los asuntos fiscales, electorales, de gestión de conflictos, políticos y de derechos humanos de Nigeria.
Paz y seguridad: Estados Unidos ha apoyado los centros de simulación y mantenimiento de la paz en el Colegio de Personal de las Fuerzas Armadas, el único en África y un activo regional importante, y ha continuado proporcionando equipo y capacitación para las fuerzas de mantenimiento de la paz de Nigeria al tiempo que promueve la supervisión civil efectiva de Los militares y su adhesión a las normas de derechos humanos. Los Estados Unidos están desarrollando la capacidad de la Comunidad Económica de los Estados del África Occidental (CEDEAO) para prevenir y responder a la inestabilidad regional y promover la integración de los mecanismos de seguridad de la CEDEAO en un marco amplio de África. También está financiando escuelas patrocinadas por el ejército, clínicas y servicios comunitarios básicos para demostrar el compromiso de los Estados Unidos de ayudar a construir la infraestructura de la nación. Además de fomentar la cooperación marítima con los servicios de seguridad en el Delta del Níger, Estados Unidos apoya el papel principal de Unión Europea en ayudar a Nigeria a combatir la corrupción, los elementos delictivos organizados, el fraude de documentos, los narcotraficantes y los terroristas. Los EE. UU. Se centrarán en la capacitación, la asistencia técnica y de desarrollo, y la cooperación policial en el control de fronteras y contra el contrabando de armas y el robo de petróleo. Los programas ampliados de policía comunitaria mejorarán el historial de derechos humanos de Nigeria y restaurarán la fe pública y la cooperación con los servicios de seguridad. Los EE. UU. Continuarán ofreciendo reformas legales, capacitación y ayuda técnica al régimen financiero antiterrorista de Nigeria.
Crecimiento económico: Estados Unidos está trabajando con el Banco Central de Nigeria, el Ministerio de Finanzas, la Comisión Nacional de Planificación y otros para mejorar el entorno para la inversión en la agricultura a través de la reforma de políticas a nivel nacional y estatal. La microinversión se ve obstaculizada por la falta de acceso a servicios financieros impulsados por el mercado y la falta de una política que permita la liberalización de las instituciones de crédito y fomente planes de ahorro con transparencia tanto en el sector público como en el privado. El fortalecimiento de las políticas federales y estatales es esencial ya que las decisiones comerciales y la regulación bancaria tienen lugar en ambos niveles. Los programas de los Estados Unidos ayudan a desarrollar un clima de políticas en el que las micro, pequeñas y medianas empresas tienen acceso al crédito, fomentan la inversión, estimulan el crecimiento del empleo y crean capacidad tanto en el sector público como en el privado. Las iniciativas comerciales incluyen la creación de capacidad en la regulación y las operaciones aduaneras, la reforma de políticas para alentar el comercio interno y externo, aprovechando los incentivos de la AGOA para el comercio bilateral y el desarrollo de la capacidad del sector privado para cumplir con las normas internacionales de comercio y exportación.
Las iniciativas presidenciales en curso con Nigeria incluyen la Iniciativa de Crecimiento y Competitividad de África, la lucha contra la gripe aviar, la Iniciativa para acabar con el hambre en África y el Programa contra el terrorismo transahel. La elegibilidad de Nigeria para otras actividades regionales incluye la  Sistema de alerta temprana de hambruna, Iniciativa anticorrupción; trata de personas; y el Fondo de Becas para Niñas del Embajador. Nigeria es un participante principal en el Plan de Emergencia del Presidente para el Alivio del SIDA (PEPFAR), por el cual se comprometieron $ 270 millones en el año fiscal 2007.
El 15 de enero de 2015, el ex Subsecretario de Estado para Asuntos Africanos Johnnie Carson instó a un mayor compromiso con Nigeria tanto para los socios estadounidenses como europeos, para ayudar a mantener la estabilidad a la luz de las próximas elecciones generales de Nigeria en 2015,  problemas de seguridad en el noreste de Nigeria, y preocupaciones económicas relacionadas con el aumento de los precios del petróleo.

## Asistencia con el secuestro de colegialas Chibok.
En una conferencia de prensa en Abuya en junio de 2014, una Delegación del Congreso de los Estados Unidos formada por Steve Stockman, Sheila Jackson-Lee, Frederica Wilson y Lois Frankel indicaron que las tropas estadounidenses estaban listos para ayudar en la búsqueda de las niñas desaparecidas del secuestro de colegialas Chibok. Se ha enviado un equipo interdisciplinario de los Estados Unidos para ayudar al ejército nigeriano.

## Principales funcionarios de los Estados Unidos en Nigeria
Los principales funcionarios de los Estados Unidos incluyen lo siguiente:
- Embajador - William Stuart Symington IV
- Jefe de Misión Adjunto: Lisa Piascik
- Asuntos políticos — Terry Pflaumer
- Asuntos económicos: Robert Tansey
- Asuntos comerciales — Larry Farris (Lagos)
- Asuntos agrícolas — Ali Abdi (Lagos)
- Cónsul General — Donna Blair
- Agregado de Defensa — Col. Peter aubrey
- Asuntos públicos — Atim George

## Lecturas externas
- «U.S. Relations With Nigeria». United States Department of State. Bureau of African Affairs.